# Marlena Urbańska
Marlena Urbańska (* 11. Januar 1998 in Stettin) ist eine ehemalige polnische Handballspielerin.

## Karriere

### Im Verein
Ab 2017 spielte Marlena Urbańska in ihrer Heimat für Pogoń Stettin. Mit Stettin stand sie 2019 im Finale des EHF Challenge Cup, wo sie jedoch verloren und die Silber-Medaille gewannen. 2022 wechselte sie zum deutschen Zweitligisten Frisch Auf Göppingen, mit welchem sie 2024 in die 1. Bundesliga aufstieg. In der Saison 2024/25 stand sie beim norwegischen Erstligisten Molde HK unter Vertrag. Anschließend beendete sie ihre Karriere.

### In Auswahlmannschaften
Am 12. Oktober 2023 gab sie ihr Debüt für die polnischen Nationalmannschaft gegen Argentinien. Sie stand im Kader für die Weltmeisterschaft 2023.